# Cosiri Rodríguez
Cosiri Rodríguez Andino de Dionicio (ur. 30 sierpnia 1977 r. w San Cristóbal na Dominikanie) – dominikańska siatkarka.
Obecnie występuje w drużynie San Cristóbal. Gra na pozycji atakującej.

## Kariera
- San Cristóbal (1992)
- Mirador (1993–1999)
- Conquistadoras de Guaynabo (1997)
- Los Prados (1999–2002)
- Mirador (2002–2004)
- CD Universidad de Granada (2000–2001)
- Construcciones Damesa de Burgos (2001–2002)
- Hotel Cantur Costa Mogán (2002–2003)
- Kab Holding Sassuolo (2003–2004)
- Club Voleibol Tenerife (2004–2005)
- Los Cachorros (2005)
- Hotel Cantur Las Palmas (2005–2006)
- Voley Sanse Mepaban (2006–2007)
- Mets de Guaynabo (2008)
- San Cristóbal (2008)
- Criollas de Caguas (2009)
- Cantabria Infinita (2010–2011)
- Voley Playa Madrid (2011–2012)